# Alojzy Bordino
Alojzy Bordino (wł. Luigi Bordino) (ur. 12 sierpnia 1922 w Castellinaldo w prowincji Cuneo we Włoszech, zm. 25 sierpnia 1977 w Turynie) – włoski pielęgniarz, członek Braci św. Józefa Benedykta Cottolengo, błogosławiony Kościoła katolickiego

## Życiorys
Andrea Bordino urodził się 12 sierpnia 1922 roku. Ukończył szkołę podstawową. Podczas II wojny światowej, w styczniu 1942 roku, został wcielony do 4 Pułku Artylerii Górskiej (zgrupowanie Pinerolo Dywizji Cunnense) w Albanii. Wysłany wraz z bratem na front wschodni trafił do niewoli pod Wałujkami. Przeszedł obozy gułagu na Syberii i w Uzbekistanie. Wrócił do Włoch w październiku 1945 roku.
23 lipca 1946 roku wstąpił do Małego Domu Opatrzności Bożej, znanego także pod nazwą Kottolengo w Turynie i rok później, 23 lipca 1947, rozpoczął nowicjat. W roku 1948 przyjął imię Alojzy (Luigi). W latach 1950–1951 uczęszczał na kurs pielęgniarstwa i uzyskał specjalizację w chirurgii ortopedycznej. W czerwcu 1975 zdiagnozowano u niego białaczkę szpikową. Zmarł 25 sierpnia 1977 roku w wieku 55 lat.
21 stycznia 1991 roku został otwarty jego proces beatyfikacyjny na szczeblu diecezjalnym, który zakończył się 17 listopada 1993 i został zatwierdzony 20 kwietnia 1994 roku. 12 kwietnia 2003 roku papież Jan Paweł II ogłosił go czcigodnym. W roku 2014 Kongregacja Spraw Kanonizacyjnych promulgowała dekret uznający cud przypisywany jego wstawiennictwu. Jego beatyfikacja odbyła się 2 maja 2015 roku. Tego dnia, prefekt Kongregacji Spraw Kanonizacyjnych, kardynał Angelo Amato, w imieniu papieża Franciszka, ogłosił go błogosławionym.
4 maja 2008 roku orkiestra Turyńskiej Brygady Górskiej zorganizowała w salonie „Piccola Casa” koncert na jego cześć.